# Conclave de 1914

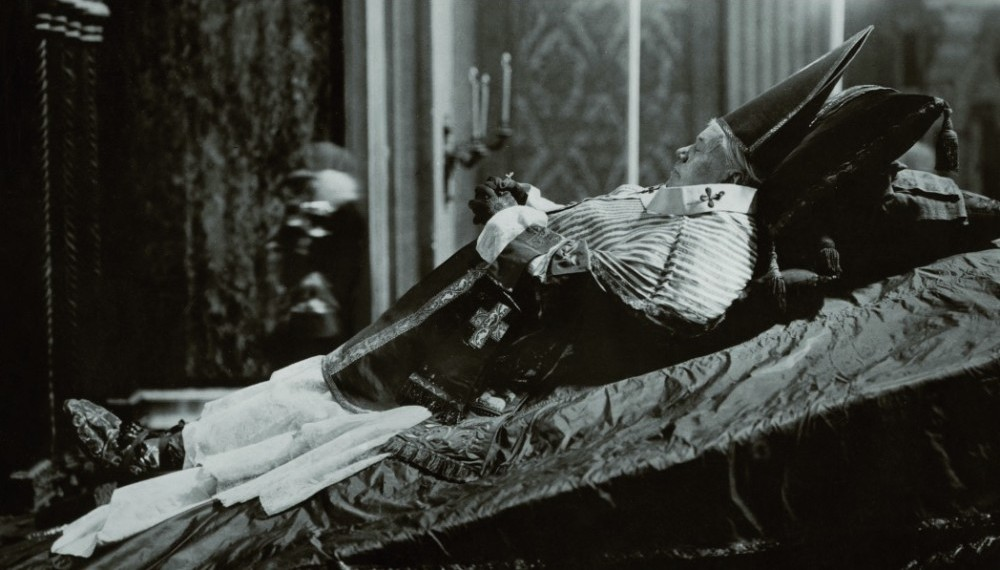
O corpo morto do Papa Pio X exposto (21 de Agosto 1914).

O Conclave de 1914 ocorreu logo após a morte do Papa Pio X aos 79 anos no dia 20 de Agosto de 1914. Com seu falecimento todos os 65 cardeais da Igreja Católica vão para a Santa Sé aonde se reuniram e formaram um Conclave que elegeria após quatro dias de seu início o cardeal della Chiesa que se tornava o Papa Bento XV.

## Contexto politico

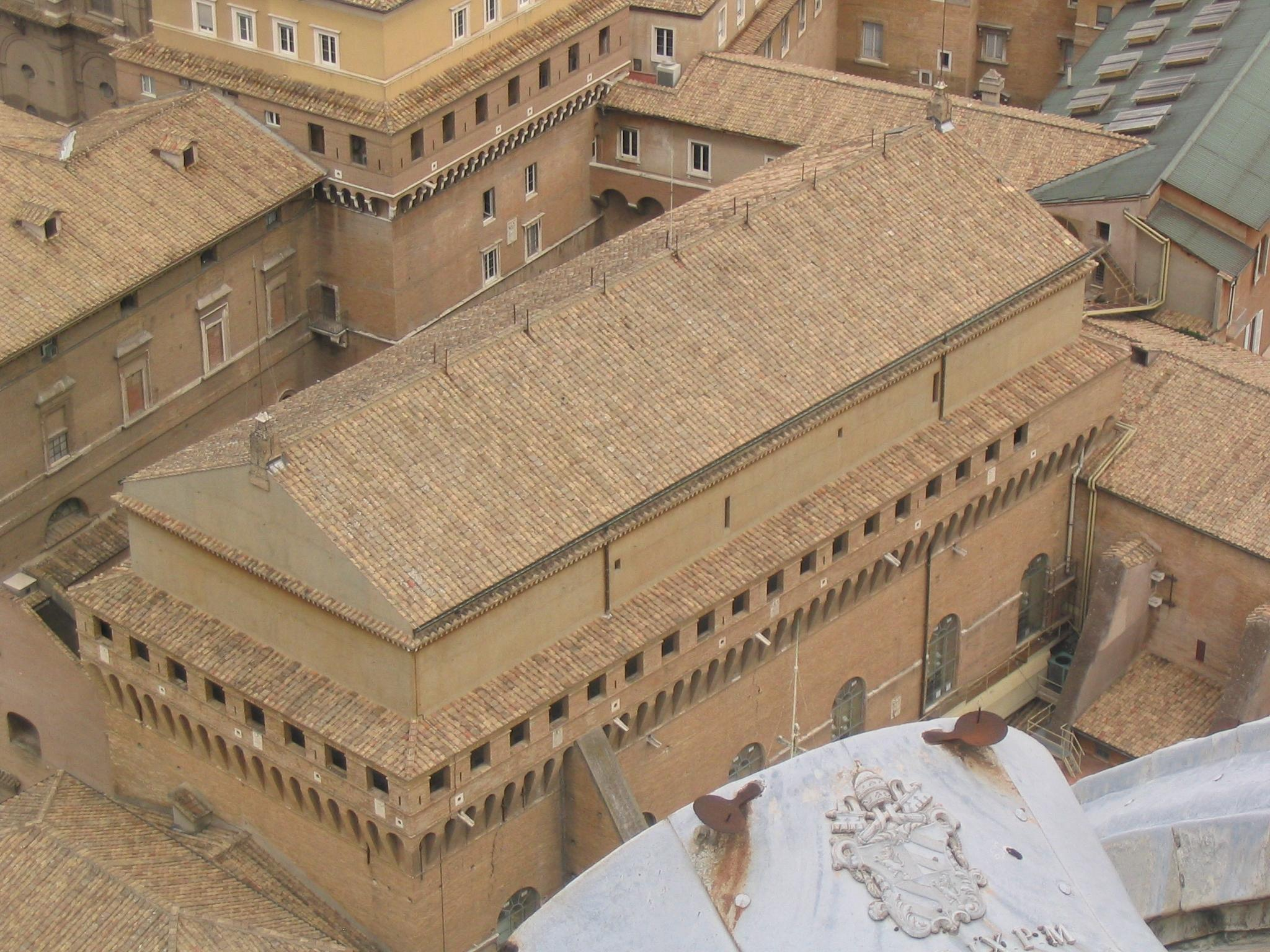
Capela Sistina, local do conclave de 1914

A Europa já estava em guerra e o novo papa enfrentaria a questão de manter a neutralidade ou assumir a liderança moral, já que a Bélgica e a França católicas foram atacadas pela Alemanha protestante, apoiada pela Áustria católica enquanto o Reino Unido protestante da Grã-Bretanha e Irlanda (incluindo os católicos). Irlanda) e Ortodoxa Russa Rússia alinhou com a França.
O conclave reuniu cardeais das nações combatentes, incluindo Károly Hornig da Áustria-Hungria, Louis Luçon da França, Felix von Hartmann da Alemanha e dois do Reino Unido da Grã-Bretanha e Irlanda, Francis Bourne e Michael Logue. O belga Désiré-Joseph Mercier precisava da permissão do imperador da Alemanha para deixar seu país.
Apesar de alguns cardeais terem achado impossível chegar a Roma a tempo de participar de conclaves anteriores, o conjunto revisado de regras promulgado por Pio X no Sé vacante em 25 de dezembro de 1904 exigia que os cardeais esperassem apenas dez dias após a morte do papa antes de iniciar um conclave. Os dois cardeais que viajaram dos Estados Unidos, James Gibbons, de Baltimore, e William Henry O'Connell, de Boston, não chegaram a Roma a tempo de participar do conclave, nem Louis-Nazaire Bégin, de Quebec. Mais cinco estavam muito doentes ou muito frágeis.

## O veto abolido
O Papa Pio X emitiu duas constituições apostólicas sobre o assunto dos conclaves papais. O primeiro, Commissum Nobis, de 20 de janeiro de 1904, eliminou qualquer reivindicação de monarca secular de veto sobre um candidato à eleição. Estabeleceu que qualquer pessoa que tentasse introduzir um veto no conclave sofreria excomunhão automática. Pela primeira vez em séculos, apenas os cardeais faziam a escolha.

## Votação
O próprio conclave reuniu-se na Capela Sistina em 31 de agosto. Desde o início do conclave, ficou claro que havia apenas três possíveis vencedores. Domenico Serafini, beneditino e assessor do Santo Ofício, ganhou o apoio da Cúria para continuar a campanha anti modernista de Pio X como sua principal prioridade. No entanto, muitos outros cardeais, como André Carlos Ferrari e Désiré-Joseph Mercier, acreditavam que era necessário um papa com um enfoque diferente e apoiavam o arcebispo de Pisa Pietro Maffi, considerado muito liberal, mas contaminado por estar perto da Casa de Savoy. Giacomo della Chiesa, Arcebispo de Bolonha, ficou intermediário entre Maffi e Serafini, mas no início das cédulas ele era igual a Maffi e parecia estar ganhando algum apoio de facções conservadoras. Della Chiesa ficou à frente por cinco votos após a quarta votação, e uma vez que ficou claro que Maffi não tinha nenhuma esperança de ganhar dois terços dos votos, Serafini se tornou o oponente de Della Chiesa. Em 3 de setembro de 1914, na décima votação, todos os apoiadores de Maffi haviam mudado para Della Chiesa, que foi eleito papa. Ele tomou o nome de Bento XV .
Alegadamente, Della Chiesa foi eleito por um voto. De acordo com as regras em vigor na época, os boletins de voto tinham uma numeração no verso, para que, se a eleição fosse decidida por apenas um voto, fosse possível verificar se a pessoa eleita havia ou não votado em si mesma, em Nesse caso, a eleição seria nula. Segundo esse relato, o cardeal Rafael Merry del Val, que havia sido Cardeal Secretário de Estado de Pio X, insistiu que as cédulas fossem verificadas para garantir que Della Chiesa não tivesse votado em si mesmo - ele não votou. Quando os cardeais prestaram homenagem ao novo papa, Bento 15 disse a Merry del Val: "A pedra que os construtores rejeitaram se tornou a pedra angular". À qual o descarado Merry del Val respondeu com o próximo versículo do Salmo 118: "Isto é obra do Senhor; é maravilhoso aos nossos olhos."
O cardeal Merry del Val não foi nomeado Secretário de Estado pelo novo Papa, mas foi nomeado Secretário da Sagrada Congregação Suprema do Santo Ofício (então o chefe do Dicastério, porque os próprios Papas mantinham o cargo de Prefeito do Santo Administração, deixando sua administração diária à secretaria).

Brasão pontifício de Bento XV

Brasão do Camerlengo no Conclave de 1914

| Duração Conclave   | 4 dias               |
| Numero de Votações | 10                   |
| ELEITORES          | 65                   |
| ------------------ | -------------------- |
| Ausentes           | 8                    |
| Presentes          | 57                   |
| África             | 0                    |
| América Latina     | 1                    |
| América do Norte   | 1                    |
| Ásia               | 0                    |
| Europa             | 55                   |
| Oceania            | 0                    |
| Italianos          | 33                   |
| PAPA MORTO         | PIO X (1903-1914)    |
| PAPA ELEITO        | BENTO XV (1914-1922) |

## Cardeais na morte de Pio X

### Composição por consistório
| Consistório               | 1914 |
| ------------------------- | ---- |
| Março de 1884             | 1    |
| Junho de 1886             | 1    |
| Março de 1887             | 1    |
| Dezembro 1889             | 1    |
| Janeiro de 1893           | 3    |
| Maio de 1894              | 1    |
| Novembro de 1895          | 1    |
| Junho de 1896             | 2    |
| Novembro de 1896          | 1    |
| Abril de 1897             | 1    |
| Junho de 1899             | 4    |
| Abril de 1901             | 4    |
| Consistórios de Leão XIII | 21   |
| Novembro de 1903          | 1    |
| Dezembro de 1905          | 2    |
| Abril de 1907             | 6    |
| Dezembro de 1907          | 4    |
| Novembro 1911             | 17   |
| Dezembro de 1912          | 1    |
| Maio 1914                 | 13   |
| Consistórios de Pio X     | 44   |
| Total                     | 65   |

| Criado por             | Cardeais | Por Cento |
| ---------------------- | -------- | --------- |
| Papa Leão XIII (LXIII) | 021      | 32,31 %   |
| Papa Pio X (PX)        | 044      | 67,69 %   |
| Total                  | 65       | 100 %     |

## Cardeais Bispos
| Nº | Nome                        | País   | Função | Data Nascimento        | Consistório   | Papa  |
| -- | --------------------------- | ------ | --- | ---------------------- | ------------- | ----- |
| 1  | Serafino Vannutelli         | Itália | Decano do Colégio dos Cardeais Penitenciário-mor Apostólico Prefeito da Sagrada Congregação de Cerimônias | 26 de novembro de 1834 | Março 1887    | LXIII |
| 2  | Antonio Agliardi            | Itália | Chanceler da Chancelaria dos Breves Apostólicos                                                           | 4 de setembro de 1832  | Junho 1896    | LXIII |
| 3  | Vincenzo Vannutelli         | Itália | Prefeito do Supremo Tribunal da Assinatura Apostólica                                                     | 5 de dezembro de 1836  | Dezembro 1889 | LXIII |
| 4  | Francesco di Paola Cassetta | Itália | Prefeito da Congregação para o Clero                                                                      | 12 de agosto de 1841   | Junho 1899    | LXIII |
| 5  | Gaetano de Lai              | Itália | Secretário da Congregação para os Bispos                                                                  | 26 de julho de 1853    | Dezembro 1907 | PX    |
| 6  | Diomede Falconio, O.F.M.    | Itália | Velletri-Segni                                                                                            | 20 de setembro de 1842 | Novembro 1911 | PX    |

## Cardeais Presbíteros
| Nº | Nome                                         | País           | Função | Data Nascimento        | Consistório   | Papa  |
| -- | -------------------------------------------- | -------------- | --- | ---------------------- | ------------- | ----- |
| 7  | José Sebastião de Almeida Neto, O.F.M.       | Portugal       | Patriarca-emérito de Lisboa Protopresbítero                                                                                       | 8 de fevereiro de 1841 | Março 1884    | LXIII |
| 8  | Angelo Di Pietro                             | Itália         | Dataria Apostólica | 22 de maio de 1828     | Janeiro 1893  | LXIII |
| 9  | Michael Logue                                | Irlanda        | Arcebispo de Armagh | 1 de outubro de 1840   | Janeiro 1893  | LXIII |
| 10 | André Carlos Ferrari                         | Itália         | Arcebispo de Milão | 13 de agosto de 1850   | Maio 1894     | LXIII |
| 11 | Girolamo Maria Gotti, O.C.D.                 | Itália         | Prefeito da Congregação para a Propagação da Fé                                                                                   | 29 de março de 1834    | Novembro 1895 | LXIII |
| 12 | Domenico Ferrata                             | Itália         | Secretário da Sagrada Congregação do Santo Ofício                                                                                 | 4 de março de 1847     | Junho 1896    | LXIII |
| 13 | José María Martín de Herrera y de la Iglesia | Espanha        | Arcebispo de Santiago de Compostela                                                                                               | 26 de agosto de 1835   | Abril 1897    | LXIII |
| 14 | Giuseppe Francica-Nava de Bontifè            | Itália         | Arcebispo na Catania | 23 de julho de 1846    | Junho 1899    | LXIII |
| 15 | Agostino Richelmy                            | Itália         | Arcebispo de Turim | 29 de novembro de 1850 | Junho 1899    | LXIII |
| 16 | Lev Skrbenský z Hříště                       | Áustria        | Arcebispo de Praga | 12 de junho de 1863    | Abril 1901    | LXIII |
| 17 | Giulio Boschi                                | Itália         | Arcebispo de Ferrara | 2 de março de 1838     | Abril 1901    | LXIII |
| 18 | Bartolomeo Bacilieri                         | Itália         | Bispo de Verona | 28 de março de 1842    | Abril 1901    | LXIII |
| 19 | Rafael Merry del Val                         | Reino Unido    | Cardeal Secretário de Estado | 10 de outubro de 1865  | Novembro 1903 | PX    |
| 20 | Joaquim Arcoverde de Albuquerque Cavalcanti  | Brasil         | Arcebispo do Rio de Janeiro | 17 de janeiro de 1850  | Dezembro 1905 | PX    |
| 21 | Aristide Cavallari                           | Itália         | Patriarca de Veneza | 8 de fevereiro de 1849 | Abril 1907    | PX    |
| 22 | Aristide Rinaldini                           | Itália         | Núncio Apostólico na Espanha | 5 de fevereiro de 1844 | Abril 1907    | PX    |
| 23 | Benedetto Lorenzelli                         | Itália         | Prefeito da Congregação de Estudos                                                                                                | 11 de maio de 1853     | Abril 1907    | PX    |
| 24 | Pietro Maffi                                 | Itália         | Arcebispo na Pisa | 12 de outubro de 1858  | Abril 1907    | PX    |
| 25 | Alessandro Lualdi                            | Itália         | Arcebispo na Palermo | 12 de agosto de 1858   | Abril 1907    | PX    |
| 26 | Désiré-Joseph Mercier                        | Bélgica        | Arcebispo da Malinas | 21 de novembro de 1851 | Abril 1907    | PX    |
| 27 | Pietro Gasparri                              | Itália         | Prefeito do Pontifício Conselho para os Textos Legislativos                                                                       | 5 de maio de 1852      | Dezembro 1907 | PX    |
| 28 | Louis Luçon                                  | França         | Arcebispo de Reims | 28 de outubro de 1842  | Dezembro 1907 | PX    |
| 29 | Pierre Andrieu                               | França         | Arcebispo de Bordeaux | 7 de dezembro de 1849  | Dezembro 1907 | PX    |
| 30 | António Mendes Bello                         | Portugal       | Patriaca de Lisboa | 18 de junho de 1842    | Novembro 1911 | PX    |
| 31 | José María Justo Cos y Macho                 | Espanha        | Arcebispo de Valladolid | 6 de agosto de 1838    | Novembro 1911 | PX    |
| 32 | Antonio Vico                                 | Itália         | Núncio Apostólico na Espanha | 9 de janeiro de 1847   | Novembro 1911 | PX    |
| 33 | Gennaro Granito Pignatelli di Belmonte       | Itália         | Núncio Apostólico no Império Austro-Húngaro                                                                                       | 10 de abril de 1851    | Novembro 1911 | PX    |
| 34 | John Murphy Farley                           | Estados Unidos | Arcebispo de Nova Iorque | 20 de abril de 1842    | Novembro 1911 | PX    |
| 35 | Francis Bourne                               | Reino Unido    | Arcebispo de Westminster | 23 de março de 1861    | Novembro 1911 | PX    |
| 36 | Léon-Adolphe Amette                          | França         | Arcebispo de Paris | 6 de setembro de 1850  | Novembro 1911 | PX    |
| 37 | Enrique Almaraz y Santos                     | Espanha        | Arcebispo de Toledo | 22 de setembro de 1847 | Novembro 1911 | PX    |
| 38 | François de Rovérié de Cabrières             | França         | Bispo de Montpellier | 30 de agosto de 1830   | Novembro 1911 | PX    |
| 39 | Basilio Pompilj                              | Itália         | Vigário-Geral de Sua Santidade para a Diocese de Roma Cardeal-Bispo de Velletri Arcipreste da Arquibasílica de São João de Latrão | 16 de abril de 1858    | Novembro 1911 | PX    |
| 40 | Károly Hornig                                | Hungria        | Bispo de Veszprém | 10 de agosto de 1840   | Dezembro 1912 | PX    |
| 41 | Victoriano Guisasola y Menéndez              | Espanha        | Arcebispo da Toledo Patriarca das Índias Ocidentais                                                                               | 21 de abril de 1852    | Maio 1914     | PX    |
| 42 | Domenico Serafini, O.S.B.                    | Itália         | assessor da Congregação Suprema do Santo Ofício                                                                                   | 3 de agosto de 1852    | Maio 1914     | PX    |
| 43 | Giacomo della Chiesa                         | Itália         | Arcebispo de Bolonha | 21 de novembro de 1854 | Maio 1914     | PX    |
| 44 | Franziskus von Bettinger                     | Alemanha       | Arcebispo de Munique e Frisinga                                                                                                   | 17 de setembro de 1850 | Maio 1914     | PX    |
| 45 | János Csernoch                               | Áustria        | Arcebispo de Esztergom-Budapeste                                                                                                  | 18 de junho de 1852    | Maio 1914     | PX    |
| 46 | Hector Sévin                                 | França         | Arcebispo de Lyon | 22 de março de 1852    | Maio 1914     | PX    |
| 47 | Felix von Hartmann                           | Alemanha       | Arcebispo de Colônia | 15 de dezembro de 1851 | Maio 1914     | PX    |
| 48 | Friedrich Gustav Piffl, C.R.S.A.             | Áustria        | Arcebispo de Viena | 15 de outubro de 1864  | Maio 1914     | PX    |

## Cardeais Diáconos
| Nº | Nome                               | País          | Função                                                                                       | Data Nascimento       | Consistório   | Papa  |
| -- | ---------------------------------- | ------------- | -------------------------------------------------------------------------------------------- | --------------------- | ------------- | ----- |
| 49 | Francesco Salesio Della Volpe      | Itália        | Prefeito da Congregação para a Educação Católica Protodiácono                                | 20 de março de 1856   | Junho 1899    | LXIII |
| 50 | Ottavio Cagiano de Azevedo         | Itália        | Prefeito da Sagrada Congregação para os Religiosos                                           | 7 de novembro de 1845 | Dezembro 1905 | PX    |
| 51 | Gaetano Bisleti                    | Itália        | Grão Prior da Soberana Ordem Militar de Malta                                                | 20 de março de 1856   | Novembro 1911 | PX    |
| 52 | Louis Billot, S.J.                 | França        | Presbítero da Companhia de Jesus                                                             | 12 de janeiro de 1846 | Novembro 1911 | PX    |
| 53 | Willem Marinus van Rossum, C.Ss.R. | Países Baixos | Pontifícia Comissão Bíblica                                                                  | 3 de setembro de 1854 | Novembro 1911 | PX    |
| 54 | Scipione Tecchi                    | Itália        | Prefeito da Sagrada Congregação dos Ritos                                                    | 27 de junho de 1854   | Maio 1914     | PX    |
| 55 | Filippo Giustini                   | Itália        | Prefeito da Congregação para o Culto Divino e Disciplina dos Sacramentos                     | 8 de maio de 1852     | Maio 1914     | PX    |
| 56 | Michele Lega                       | Itália        | Prefeito da Rota Romana                                                                      | 1 de janeiro de 1860  | Maio 1914     | PX    |
| 57 | Francis Aidan Gasquet, O.S.B.      | Reino Unido   | Arquivista dos Arquivos Secretos do Vaticano Bibliotecário da Biblioteca Apostólica Vaticana | 5 de outubro de 1846  | Maio 1914     | PX    |

## Ausentes
| Nº | Nome                                | País           | Função                                    | Data Nascimento         | Consistório   | Papa  |
| -- | ----------------------------------- | -------------- | ----------------------------------------- | ----------------------- | ------------- | ----- |
| 1  | James Gibbons                       | Estados Unidos | Arcebispo de Baltimore                    | 23 de julho de 1834     | Junho 1886    | LXIII |
| 2  | Kolos Ferenc Vaszary, O.S.B.        | Hungria        | Arcebispo de Esztergom                    | 10 de janeiro de 1840   | Janeiro 1893  | LXIII |
| 3  | Giuseppe Antonio Ermenegildo Prisco | Itália         | Arcebispo de Nápoles                      | 8 de setembro de 1833   | Novembro 1896 | LXIII |
| 4  | Sebastiano Martinelli, O.S.A.       | Itália         | Prefeito da Sagrada Congregação dos Ritos | 20 de agosto de 1848    | Abril 1901    | LXIII |
| 5  | Franziskus von Sales Bauer          | Alemanha       | Arcebispo de Olomouc                      | 26 de janeiro de 1841   | Novembro 1911 | PX    |
| 6  | William Henry O'Connell             | Estados Unidos | Arcebispo de Boston                       | 8 de dezembro de 1859   | Novembro 1911 | PX    |
| 7  | François-Virgile Dubillard          | França         | Arcebispo de Chambéry                     | 16 de fevereiro de 1845 | Novembro 1911 | PX    |
| 8  | Louis-Nazaire Bégin                 | Canadá         | Arcebispo de Quebec                       | 10 de janeiro de 1840   | Maio 1914     | PX    |

## Resultados da votação
A publicação do diário do Cardeal Friedrich Gustav Piffl em 1963, ele fez à disposição dos estudiosos dos votos do conclave de 1914 e o conclave de 1922. Piffl não tinha a intenção de violar o sigilo do conclave e por isso ordenou que o diário fosse queimado em sua morte. No entanto, alguém evitou a queima do diário, permitindo que o arquivista Max Liebmann o publicasse.
| Votação                           | Votação | Votação | Votação | Votação | Votação | Votação | Votação | Votação | Votação | Votação |
| Votação:                          | 1       | 2       | 3       | 4       | 5       | 6       | 7       | 8       | 9       | Final   |
| Pietro Maffi                      | 12      | 16      | 16      | 16      | 13      | 7       | 2       | -       | -       | -       |
| Giacomo Della Chiesa              | 12      | 16      | 16      | 18      | 20      | 27      | 31      | 32      | 34      | 38      |
| Basilio Pompilj                   | 9       | 10      | 9       | 9       | 2       | -       | -       | -       | -       | -       |
| Rafael Merry del Val              | 7       | 7       | 7       | 6       | -       | -       | -       | -       | -       | -       |
| Domenico Serafini                 | 4       | 2       | 2       | 2       | 10      | 17      | 21      | 24      | 22      | 18      |
| Domenico Ferrata                  | 2       | 2       | 1       | 1       | -       | -       | -       | -       | -       | -       |
| Bartolomeo Bacilieri              | 2       | 1       | -       | 1       | -       | -       | -       | -       | -       | -       |
| Pietro Gasparri                   | 1       | -       | -       | -       | -       | -       | -       | -       | -       | -       |
| Diomede Falconio                  | 1       | -       | -       | -       | -       | -       | -       | -       | -       | -       |
| Antonio Agliardi                  | 1       | -       | -       | -       | -       | -       | -       | -       | -       | -       |
| Andrea Carlo Ferrari              | 1       | -       | -       | -       | -       | -       | -       | -       | -       | -       |
| Girolamo Maria Gotti              | 1       | -       | -       | -       | -       | -       | -       | -       | -       | -       |
| Gaetano de Lai                    | 1       | -       | -       | -       | -       | -       | -       | -       | -       | -       |
| Giuseppe Francica-Nava de Bontifè | 1       | -       | -       | -       | -       | -       | -       | -       | -       | -       |
| Agostino Richelmy                 | -       | 1       | 2       | 1       | 1       | 1       | 1       | 1       | 1       | 1       |
| Giuseppe Francica-Nava de Bontifè | -       | -       | -       | -       | 1       | 1       | 1       | 1       | 1       | 1       |
| Willem Marinus van Rossum         | -       | -       | -       | -       | 1       | -       | -       | -       | -       | -       |
| --------------------------------- | ------- | ------- | ------- | ------- | ------- | ------- | ------- | ------- | ------- | ------- |